# Северные железные дороги
Се́верные желе́зные доро́ги — казённое железнодорожное управление в Российской Империи (позднее — в СССР), образованное в 1907 году при слиянии управлений Московско-Ярославско-Архангельской и Петербурго-Вологдо-Вятской железных дорог.
Основные линии построены в 1868—1913 годах, проходили по территории Московской, Владимирской, Ярославской, Тверской, Костромской, Вологодской, Архангельской, Олонецкой, Петербургской, Новгородской губерний. Соединяли север страны с центрально-промышленным районом. Способствовали развитию деревообрабатывающей, текстильной, маслодельной промышленности в Вологодской, Вятской, Костромской губерниях; экспорту товаров через Архангельск (дрова, лес, строительный материал, пушнина, лён, смола, канифоль, скипидар, хлеб, сливочное масло).

## История
Большая часть дороги построена в 1859—1900 годах акционерным обществом Московско-Ярославской железной дороги (устав утверждён в 1859 году). Среди учредителей представители промышленного капитала, аристократии (председатель правления — С. И. Мамонтов). Управление дороги находилось в Москве. В 1900 году выкуплена в казну.
В 1907 году образованы Северные железные дороги.
В 1914 — 1918 годах узкоколейные участки Вологда — Няндома, Няндома — Архангельск перешиты на широкую колею, проложены вторые пути на участках Рыбацкое — Званка, Александров — Данилов. Открыто движение на Романовской ветке.
В мае 1918 года дорога передана в ведение НКПС. В 1936 году Северные железные дороги разделены на Северную с управлением в Вологде и Ярославскую с управлением в Ярославле. В 1953 году Ярославская железная дорога присоединена обратно к Северной.
По состоянию на начало 1991 года основные линии Северных железных дорог входят в состав Северной железной дороги.

## Основные линии
- Москва — Ярославль (движение открыто в 1870 году)
- Новки — Иваново-Вознесенск (16 сентября 1868 г., построена Шуйско-Ивановской ж. д.)
- Иваново-Вознесенск — Кинешма (5 февраля 1871 г., построена Шуйско-Ивановской ж. д.)
- Мытищи — Щёлково (1896)
- Александров — Иваново (1896)
- Бельково — Киржач (1898)
- Ярославль — Кострома — Ермолино (1898)
- Ярославль — Рыбинск (1898)
- Вологда — Архангельск (1898)
- Москва — Савёлово (1900)
- Обухово — Вологда (1905)
- Вологда — Вятка (1906)
- Хожаево — Которосль (1913)
- Ярославль — Вологда (1913)

Протяжённость дорог по состоянию на 1913 год — 597 вёрст (в том числе 106 вёрст — двухколейный путь).

## Подвижной состав
В подвижном составе дороги находились:
- 668 паровозов
- 10 821 товарный вагон
- 862 пассажирских вагона

## Инфраструктура
Северные железные дороги обладали развитой инфраструктурой. В том числе были построены:
- мост через Волгу в Ярославле
- железнодорожные мастерские (в Ярославле, Вологде, Мытищах, Череповце)
- построен Ярославский вокзал в Москве (1902—1904 годы; архитектор Ф. О. Шехтель)
- оборудованы пристани в Архангельске, Ярославле
- открыты два технических училища (в Москве и Вологде)